# Xã Crawford, Quận Crawford, Kansas
Xã Crawford (tiếng Anh: Crawford Township) là một xã thuộc quận Crawford, tiểu bang Kansas, Hoa Kỳ. Năm 2010, dân số của xã này là 928 người.